# Coendou
Coendou Lacépède, 1799 è un genere di roditori istricomorfi appartenente alla famiglia Erethizontidae.

## Tassonomia
Comprende le seguenti specie:
- Forme piccole, la pelliccia include aculei difensivi mescolati con lunghe setole.
  - Coendou ichillus
  - Coendou mexicanus
  - Coendou pruinosus
  - Coendou roosmalenorum
  - Coendou vestitus
- Forme piccole o grandi, la pelliccia non include le lunghe setole mescolate con aculei difensivi
  - Coendou bicolor
  - Coendou insidiosus
  - Coendou melanurus
  - Coendou nycthemera
  - Coendou prehensilis
  - Coendou quichua
  - Coendou rufescens
  - Coendou speratus
  - Coendou spinosus